# Brotherella minutula
Brotherella minutula är en bladmossart som beskrevs av Edwin Bunting Bartram 1928. Brotherella minutula ingår i släktet Brotherella och familjen Sematophyllaceae. Inga underarter finns listade i Catalogue of Life.